# Beautiful Boxer
Beautiful Boxer (en thaï: บิวตี้ฟูล บ๊อกเซอร์) és una pel·lícula tailandesa dirigida per Ekachai Uekrongtham, estrenada l'any 2003. Ha estat doblada al català.

## Argument
La història està basada en la vida de Nong Toom (estat civil: Parinya Kiatbusaba o Parinya Charoenphol), una boxejadora de boxa tailandesa transgènere. La pel·lícula relata la infantesa de Nong Toom, noi sensible, que li agrada jugar amb les noies i per això és l'ase dels cops d'alguns dels seus companys. Adolescent, accepta el repte de participar en un combat de boxa que li mostra que la voluntat és més forta que els atzars de la vida. Decideix entrenar-se seriosament i després de les dificultats progressa fins a esdevenir campió, tot sense renegar de la seva identitat de gènere que li permet de desmarcar-se dels seus adversaris. Però el desig profund que l'anima és canviar de sexe i convertir-se en una dona, cosa que fa quan arriba a la cimera de la seva carrera de boxador.

## Repartiment
- Asanee Suwan: Nong Toom / Parinya Kiatbusaba
- Sorapong Chatree: Pi Chart
- Orn-Anong Panyawong: la mare de Nong Toom
- Nukkid Boonthong: el pare de Nong Toom
- Sitiporn Niyom: Nat
- Kyoko Inoue: el seu propi paper
- Keagan Kang: Jack, el periodista
- Yuka Hyodo: una fan japonesa
- Somsak Tuangmkuda: Pi Moo
- Tanyabuth Songsakul: Tam
- Sarawuth Tangchit: Nong Toom, de nen
- Natee Pongsopol: Nong Toom, jove monjo
- Samnuan Sangpali: Anaconda
- Natawuth Singlek: Ramba
- Pat Sasipragym: Hercules

## Al voltant de la pel·lícula
- El rodatge s'ha desenvolupat a Bangkok, Chiang Maig i Patpong, a Tailàndia, així com Tòquio, al Japó.
- Kyoko Inoue és realment una lluitadora professional. El seu combat contra Manami Toyota va ser elegit millor match de l'any 1995 per la Wrestling Observer Newsletter.
- Aquesta no és la primera vegada que el cinema tailandès s'interessa pels esportistes transgèneres. Ja l'any 2000, Satreelex, the Iron Ladies posava en escena tot un equip de jugadors de voleibol gais, travestis o transgèneres, basat en una història real.
- Nong Toom fa una petita aparició com a massatgista del saló de bellesa.
- Des de la seva operació, Nong Toom treballa com a actriu i model a Bangkok .

## Premis i nominacions
- Premi al millor jove talent per Ekachai Uekrongtham, en els L.A. Outfest 2004.
- Premi a la millor pel·lícula, en el Festival internacional de cinema gay i lesbiana de Milà 2004.
- Premi Sébastien, en el Festival Internacional de Cinema de Sant Sebastià 2004.
- Premi al millor actor (Asanee Suwan) i als millors maquillatges (Kraisorn Sampethchareon), en els premis Thailand Nacional Film Association 2004.
- Premi a la millor pel·lícula, en el Festival internacional de cinema gay i lesbic de Torí 2004.
- Nominació al premi de la pel·lícula més rellevant, en els premis GLAAD Media 2006.